# Liste der Aussichtstürme im Kanton Basel-Landschaft
Die folgende Liste von Aussichtstürmen enthält Bauwerke im Kanton Basel-Landschaft, welche über für den Publikumsverkehr zugängliche Aussichtsmöglichkeiten verfügen.
| Bild                   | Name des Turms           | Gemeinde         | Baujahr       | Gesamthöhe | Plattformhöhe | Bauwerkstyp   | ZoomViewer Panoramabild |
| ---------------------- | ------------------------ | ---------------- | ------------- | ---------- | ------------- | ------------- | ----------------------- |
| Allschwiler Wasserturm | Allschwiler Wasserturm   | Allschwil        | 1973          | 43 m       | 38 m          | Beton         |                         |
| Binninger Erlebnisturm | Binninger Erlebnisturm   | Binningen        | 2007          | 15 m       | 10 m          | Holzturm      |                         |
| Burgruine Bischofstein | Burgruine Bischofstein   | Sissach          | Mitte 13. Jh. | 5,5 m      | 4,0 m         | Stein         |                         |
| Burg Büchel            | Burg Büchel              | Zunzgen          | 2023          | 7 m        | 5,5 m         | Holz          |                         |
| Ruine Farnsburg        | Ruine Farnsburg          | Ormalingen       | 1342          | 13 m       | 12 m          | Stein         |                         |
| Ruine Homburg          | Ruine Homburg            | Läufelfingen     | 14. Jh.       | 10 m       | 8,5 m         | Stein         |                         |
| Schleifenbergturm      | Schleifenbergturm        | Liestal          | 1900          | 30 m       | 28.50         | Stahlfachwerk |                         |
| Wasserturm Schönenbuch | Schönenbucher Wasserturm | Schönenbuch      | 1989          | 31,4 m     | (ca. 25 m)    | Beton         |                         |
| Sonnenbergturm         | Sonnenbergturm           | Möhlin Maisprach | 1913          | 21 m       |               | Jurakalkstein |                         |
| Hohwacht Titterten     | Hohwacht Titterten       | Titterten        | 2013          | 14 m       | 10 m          | Holzturm      |                         |
| Hinterer Wartbergturm  | Hinterer Wartbergturm    | Muttenz          | 1901          | 9 m        |               | Stein         |                         |
| Mittlerer Wartbergturm | Mittlerer Wartbergturm   | Muttenz          | 1932          | 15 m       |               | Stein         |                         |
| Wisenbergturm          | Wisenbergturm            | Häfelfingen      | 1913          | 25 m       |               | Stahlfachwerk |                         |
| Ruine Waldenburg       | Ruine Waldenburg         | Waldenburg       | um 1200       | 20 m       | 17,5 m        | Stein         |                         |